# Серен (река)
Серен (фр. Serein) је река у Француској. Дуга је 188 km. Улива се у Јону. 